# Metagryne ferruginea
Metagryne ferruginea is een hooiwagen uit de familie Cosmetidae.